# Héctor Tejada Pacheco
Héctor Tejada Pacheco fue un hacendado y político peruano. Era propietario de la Hacienda Boston ubicada en el actual distrito de Pallpata en la actual provincia de Espinar.
Fue elegido diputado por la provincia de Canas en 1913 durante el resto del gobierno de Augusto B. Leguía, los gobiernos de Guillermo Billinghurst y el primero de Oscar R. Benavides así como el inicio del segundo de José Pardo y Barreda. Durante su gestión fue uno de los principales propulsores de la creación de la provincia de Espinar mediante la escisión de los distritos de Yauri, Coporaque, Pichigua, Ocoruro y Condoroma de la provincia de Canas.
En su memoria, la capital del distrito de Pallpata fue nombrada como Héctor Tejada.